# Henriettea glabra
Henriettea glabra är en tvåhjärtbladig växtart som först beskrevs av Vell., och fick sitt nu gällande namn av Penneys, Michelangeli, Judd och Frank Almeda. Henriettea glabra ingår i släktet Henriettea och familjen Melastomataceae. Inga underarter finns listade i Catalogue of Life.